# 16:9

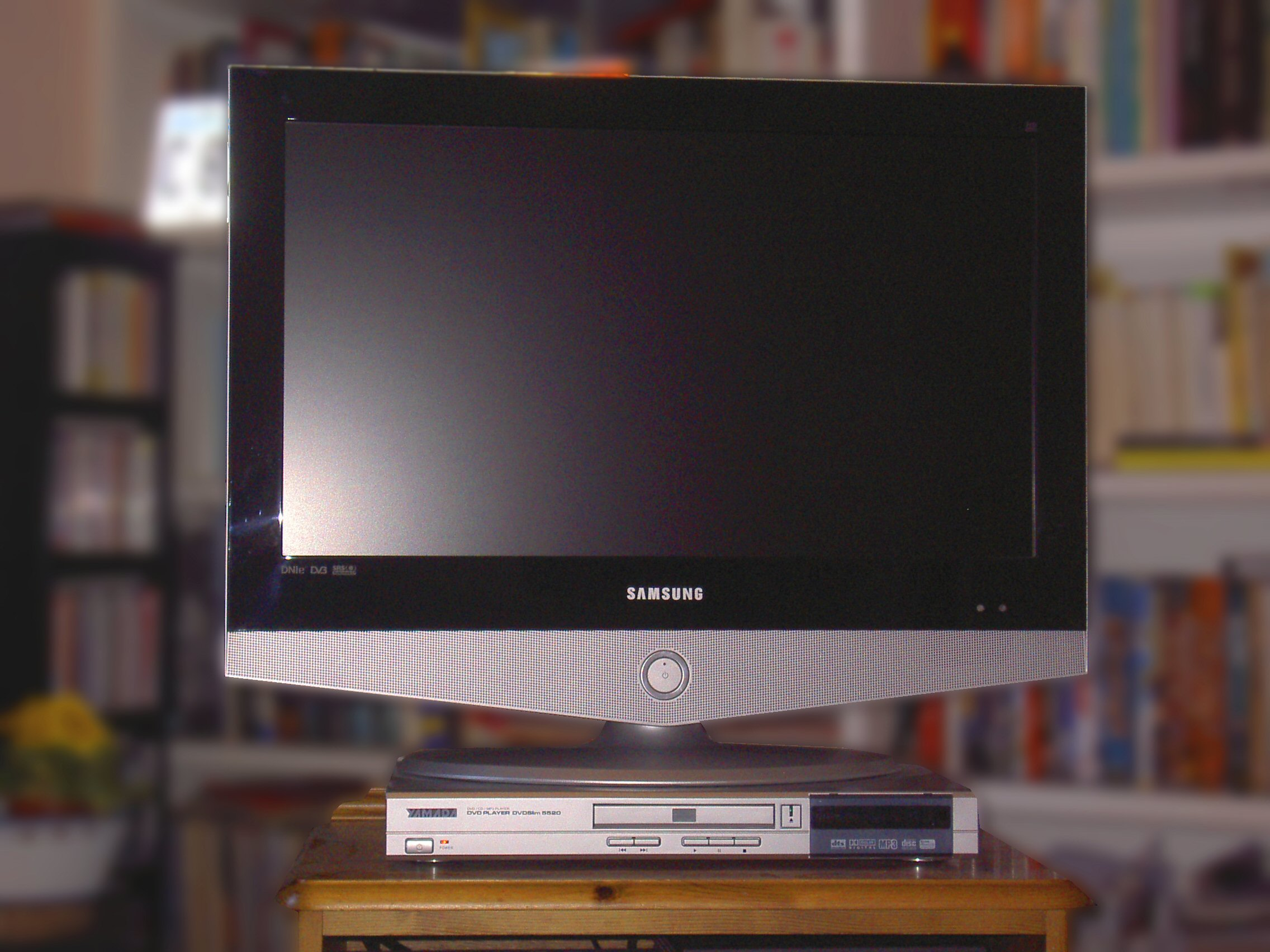
LCD телевізор із співвідношенням сторін екрану 16: 9.

16:9 (1.77:1) (16:9 = 42:32) — співвідношення сторін екрану з шириною 16 одиниць і висотою 9. З 2009 року, воно стало найпоширенішим форматом телевізорів і комп'ютерних моніторів. Використовується в телебаченні високої роздільності та Full HD, одне з трьох співвідношень для MPEG-2 відеокомпресії. 

## Історія
Очі людини розташовані на одній горизонтальній лінії — отже, поле зору людини наближається до співвідношення 2:1. Щоб наблизити форму кадру до природного поля зору людини (і, отже, підсилити сприйняття фільму), був уведений стандарт 16:9 (1,78), що майже відповідає так званому «Золотому перетину». Формат 16:9 прийшов на екрани телевізорів з кінозалів, де традиційно використовувався широкоформатний кадр.
Перші трансляції у форматі 16:9 почалися ще на початку 90-х. У 1998 році італійська телерадіокомпанія RAI навіть створила спеціальний канал RAI 16:9 для трансляцій чемпіонату світу з футболу.
Масове поширення формат 16:9 отримав разом з телебаченням високої чіткості. З 2006 року почалося поступове витіснення формату 4:3, і до 2010 року більшість найбільших європейських телекомпаній мовило у форматі 16:9.

## Використання 16:9
| Покоління                                            | Тип     | Вирішення (px) | Роздільність (px) |
| ---------------------------------------------------- | ------- | -------------- | ----------------- |
| HD — High Definition (висока чіткість)               | HD      | 720p           | 1280x720          |
| HD — High Definition (висока чіткість)               | Full HD | 1080i          | 1920x1080         |
| UHD — Ultra High Definition (ультра висока чіткість) | 4K UHD  | 2160p          | 3840x2160         |
| UHD — Ultra High Definition (ультра висока чіткість) | 8K UHD  | 4320p          | 7680x4320         |